# Bartunek Ferenc
Bartunek Ferenc (Plzeň, 1864. március 1. –‎ ?, 1920 után) cseh származású magyar építész.

## Élete

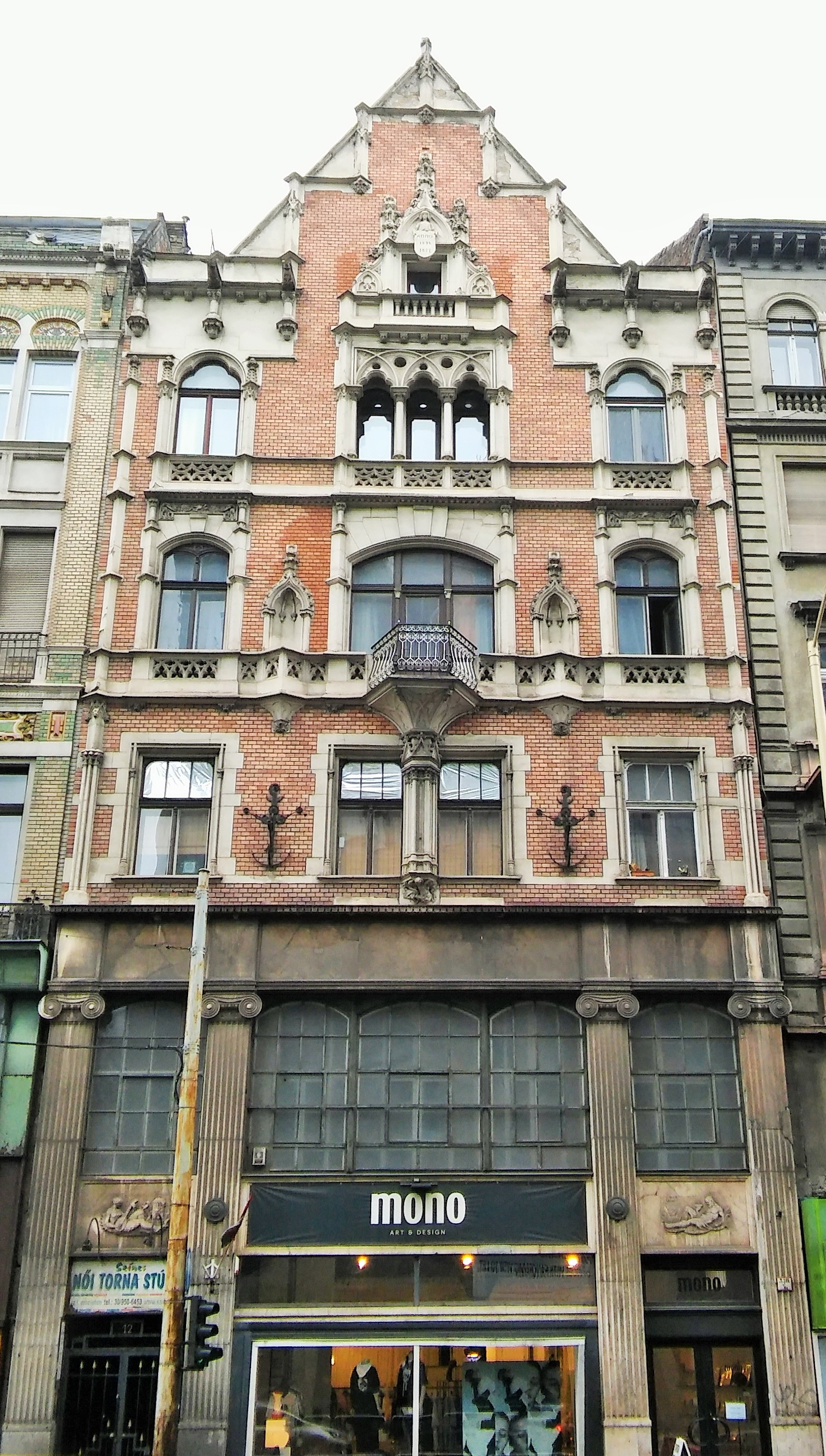
Késmárky-Illés bérház, Budapest, Kossuth Lajos u. 12.

Életéről kevés adat ismert. A csehországi Pilsenben született. A századforduló idején működött építészként, több munkáját Vágó Lászlóval közösen tervezte.
1898 és 1904 között építészeti rajzolóként tartották nyilván a budapesti cím- és lakjegyzékekben.
1894. május 12-én Bicskén házasságot kötött Csupor Etelkával.

## Ismert épületei
- 1897: Késmárky-Illés bérház, Budapest, Kossuth Lajos u. 12.[6] (Vágó Lászlóval közös munka)
- 1897: Mendelssohn-bérház, Budapest, Bethlen Gábor utca 41.[7] (Vágó Lászlóval közös munka)
- 1899: lakóház, Budapest, Csíky utca 2.[8] (Vágó Lászlóval közös munka)
- 1899: lakóház, Budapest, Bartók Bála út 14.[9] (Vágó Lászlóval közös munka)
- 1899: lakóház, Budapest, Budafoki út 14.[10]
- 1900: lakóház, Budapest, Budafoki út 13.[11] (Vágó Lászlóval közös munka)